# Národní liga 1938-1939
La Národní liga 1938-1939 vide la vittoria finale dello Sparta.
Il club slovacco del Bratislava abbandonò il campionato a fine inverno, e tutte le sue gare furono annullate, in seguito all'invasione nazista della Cecoslovacchia.
Capocannoniere del torneo fu Josef Bican dello Slavia Praga con 29 reti.

## Classifica finale
|    | Classifica         | G  | V  | N | P  | GF | GS | Pti |
| -- | ------------------ | -- | -- | - | -- | -- | -- | --- |
| 1  | Sparta             | 20 | 15 | 2 | 3  | 85 | 30 | 32  |
| 2  | Slavia Praga       | 20 | 15 | 1 | 4  | 86 | 30 | 31  |
| 3  | Pardubice          | 20 | 13 | 2 | 5  | 50 | 34 | 28  |
| 4  | Plzeň              | 20 | 9  | 4 | 7  | 53 | 53 | 22  |
| 5  | Baťa Zlín          | 20 | 9  | 3 | 8  | 50 | 52 | 21  |
| 6  | Židenice           | 20 | 6  | 6 | 8  | 33 | 41 | 18  |
| 7  | Slezská Ostrava    | 20 | 7  | 4 | 9  | 29 | 39 | 18  |
| 8  | Viktoria Žižkov    | 20 | 7  | 3 | 10 | 56 | 60 | 17  |
| 9  | Kladno             | 20 | 5  | 3 | 12 | 35 | 75 | 13  |
| 10 | Náchod-Deštné      | 20 | 5  | 2 | 13 | 37 | 56 | 12  |
| 11 | Libeň              | 20 | 3  | 2 | 15 | 31 | 75 | 8   |
|    | I. ČSŠK Bratislava | /  | /  | / | /  | /  | /  | /   |

### Verdetti
- Sparta campione di Boemia e Moravia 1938-1939.
- AC Sparta Praha e SK Slavia Praha ammesse alla Coppa dell'Europa Centrale 1939.
- Libeň retrocesso.

## Statistiche

### Classifica dei marcatori
| Gol |  |  | Giocatore         | Squadra         |
| --- |  |  | ----------------- | --------------- |
| 29  |  |  | Josef Bican       | Slavia Praga    |
| 28  |  |  | Oldřich Nejedlý   | Sparta          |
| 25  |  |  | Antonín Hájek     | Plzeň           |
| 22  |  |  | Josef Ludl        | Viktoria Žižkov |
| 20  |  |  | Vlastimil Kopecký | Slavia Praga    |
| 18  |  |  | František Kloz    | Kladno          |
| 18  |  |  | Josef Zeman       | Sparta          |
| 15  |  |  | Václav Horák      | Slavia Praga    |